# Албрехт Алтдорфер
Албрехт Алтдорфер (на немски: Albrecht Altdorfer) е германски ренесансов художник и архитект, роден през 1480 година, починал през 1538 година.
Съвременник на Албрехт Дюрер – друг бележит германски живописец, Алтдорфер е сред водачите на т.нар. Дунавска школа от началото на XVI век. Неговият брат – Ерхард Алтдорфер е бил също художник – живописец и офортист, чиракувал при големия германски ренесансов майстор Лукас Кранах Стари.

## Кариера

### Обществена активност
В продължение на години Албрехт Алтдорфер е член на общинския съвет в Регенсбург. Той изпълнява и длъжността на градски архитект, работейки по подобрението на градските стени. Предполага се, че е участвал в решението на съвета за изгонването на еврейската общност от селището, въпреки че е автор на два чудесни офорта за местната синагога, която е съборена след въпросното решение. На нейно място е изградена църковна сграда, проектирана цялостно или отчасти от самия Алтдорфер.
Албрехт Алтдорфер приема протестантството и полага усилия за насочване на населението на Регенсбург към лутеранството.

## Галерия
| Битката при Иса (1529) Старата Пинакотека, Мюнхен | Портрет на жена (1525 – 1530) музей Тисен, Мадрид | Сузана в къпалнята (1526) Старата Пинакотека, Мюнхен | Ruhe auf der Flucht (1510), Берлинска картинна галерия, Берлин |
| ------------------------------------------------- | ------------------------------------------------- | ---------------------------------------------------- | -------------------------------------------------------------- |
|                                                   |                                                   |                                                      |                                                                |